# Túlio Maravilha
Túlio Humberto Pereira Costa (* 2. června 1969, Goiânia), označovaný jako Túlio nebo Túlio Maravilha ("zázračný Túlio"), je bývalý brazilský fotbalista.
Hrál jako útočník za mnoho klubů. Nejvíc toho odehrál za Goiás a Botafogo.

## Hráčská kariéra
Túlio Maravilha hrál jako útočník. Nejdříve hrál za Goiás. Poté hrál i za přední brazilské kluby Botafogo, Corinthians, EC Vitória, Fluminense FC a Cruzeiro. V Evropě hrál za FC Sion a Újpest FC. Poté následovalo ještě dlouhé období v mnoha dalších klubech v nižších brazilských ligách.
Za Brazílii hrál 15 zápasů a dal 13 gólů.

## Úspěchy
Goiás
- Campeonato Goiano: 1989, 1990, 1991

Botafogo
- Campeonato Brasileiro Série A: 1995
- Torneio Rio-São Paulo: 1998

Corinthians
- Campeonato Paulista: 1997

Cruzeiro
- Recopa Sudamericana: 1998

Vila Nova
- Campeonato Goiano: 2001

Újpest
- Maďarský pohár: 2002

Individuální
- Král střelců Campeonato Brasileiro Série A: 1989, 1994, 1995
- Král střelců Campeonato Brasileiro Série B: 2008
- Král střelců Campeonato Brasileiro Série C: 2002, 2007
- Král střelců Campeonato Carioca: 1994, 1995, 2005
- Král střelců Campeonato Goiano: 1991, 2001, 2008